# Leopold-Figl-Warte

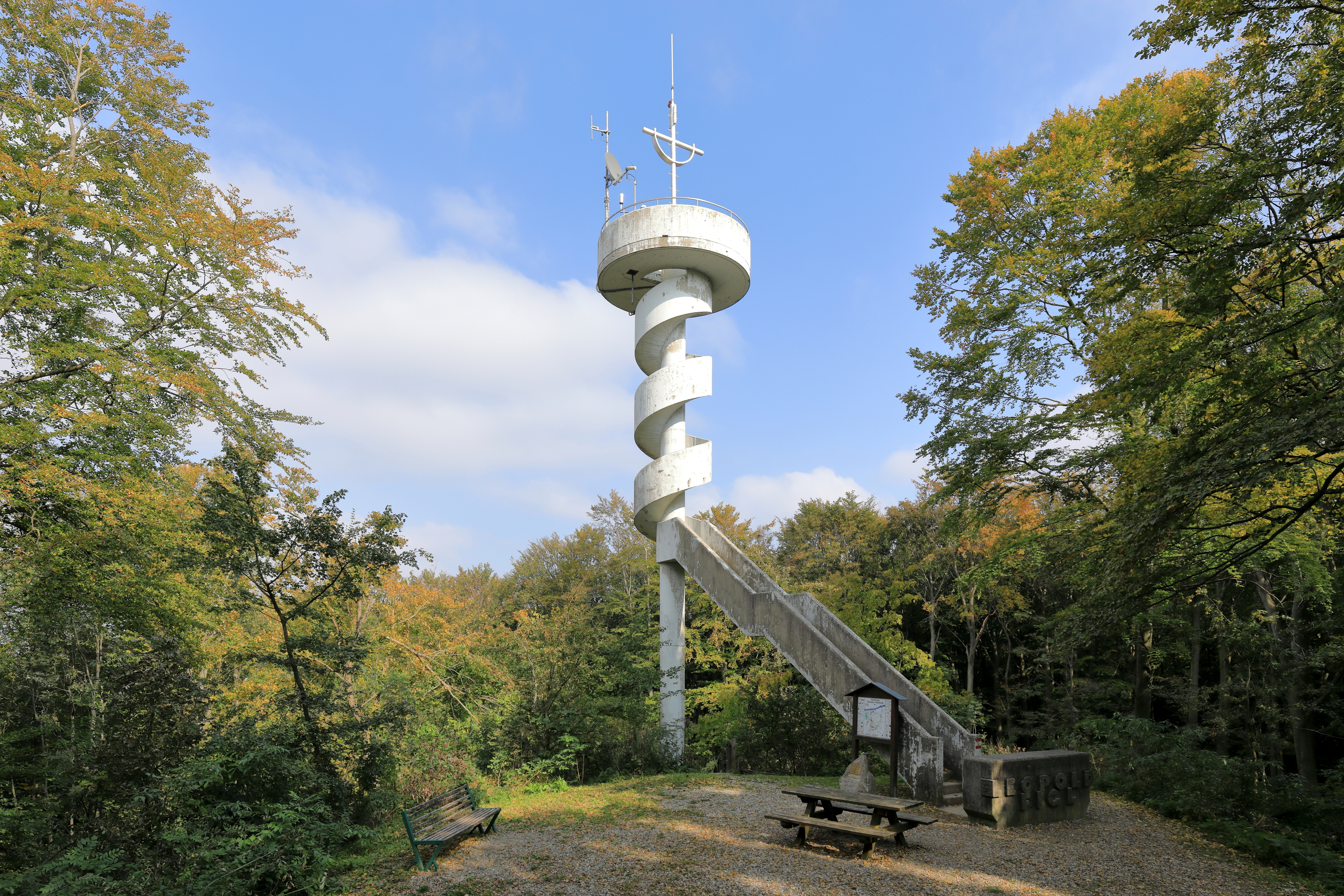
Südwestansicht der Leopold-Figl-Warte

Warte auf dem Tulbingerkogel, 1906

Die Leopold-Figl-Warte ist ein Aussichtsturm auf dem 494 m hohen Tulbinger Kogel nordwestlich der Ortschaft Tulbingerkogel in der Gemeinde Tulbing in Niederösterreich. Sie liegt am Voralpen-Weitwanderweg sowie am Großen Tullnerfelder Rundwanderweg.
Die nach Leopold Figl benannte Warte wurde 1966/67 nach einem Entwurf von Clemens Holzmeister in Stahlbetonbauweise erbaut und ist vom Berghotel Tulbingerkogel in zehn Minuten Gehzeit zu erreichen. An klaren Tagen blickt man nach Norden über das Tullnerfeld hinweg bis in das Weinviertel. Der Südblick ist durch hochgewachsene Bäume stark eingeschränkt.
Auf Kosten des Österreichischen Gebirgsvereins wurde bereits im Jahr 1897 an diesem Standplatz eine Warte errichtet, deren oberste Plattform (zumindest 1906) eine wunderbare Fernsicht bot. Diese Warte am Tulbingerkogel hatte ein altes Aussichtsgerüst ersetzt.